# Newent
Newent è una cittadina di 5 073 abitanti del Gloucestershire, in Inghilterra.